# Karlsson sur le toit (film)
Pour les articles homonymes, voir Karlsson sur le toit.
Pour plus de détails, voir Fiche technique et Distribution.
Karlsson sur le toit (suédois : Världens bästa Karlsson) est un film suédois réalisé par Olle Hellbom et sorti en 1974. 

## Fiche technique
- Titre : Karlsson sur le toit
- Titre original : Världens bästa Karlsson
- Réalisation : Olle Hellbom
- Scénario : d'après le roman de Astrid Lindgren
- Direction artistique : Stig Limér
- Costumes : Inger Pehrsson
- Photographie : Lasse Björne
- Montage : Jan Persson
- Musique : Georg Riedel
- Production : Olle Nordemar
- Sociétés de production : Svensk Filmindustri
- Pays d'origine : Suède
- Langue : suédois
- Format : couleur - 35 mm - 1,66:1 - son mono
- Durée : 99 minutes
- Dates de sortie :  Suède : 2 décembre 1974 [1]

## Distribution
- Lars Söderdahl : Svante « Lillebror » Svantesson
- Mats Wikström : Karlsson
- Catrin Westerlund : la mère de Lillebror
- Stig Ossian Ericson : le père de Lillebror
- Staffan Hallerstam : Bosse Svantesson
- Britt Marie Näsholm : Bettan Svantesson
- Nils Lagergren : Krister
- Maria Selander : Gunilla
- Jan Nygren : Karlsson (voix)
- Janne Carlsson : Fille
- Gösta Wälivaara : Rulle
- Bert-Åke Varg : le chaffuer de taxi